# Новозлатопільська сільська рада (Гуляйпільський район)
| Новозлатопільська сільська рада — колишній орган місцевого самоврядування у Гуляйпільському районі Запорізької області з адміністративним центром у с. Новозлатопіль. Водоймища на території, підпорядкованій даній раді: р. Янчул. Сільській раді підпорядковані населені пункти: - с. Новозлатопіль - с. Вишневе - с. Новоукраїнське - с. Степове |

## Склад ради
Рада складається з 12 депутатів та голови.

### Керівний склад ради
| ПІБ                          | Основні відомості                                                                                     | Дата обрання | Дата звільнення |
| ---------------------------- | --- | ------------ | --------------- |
| Жовніренко Ігор Григорович   | Сільський голова, 1969 року народження, освіта, член Соціал-демократичної партії України (об'єднаної) | 26.03.2006   | 01.02.2010      |
| Біюн Володимир Володимирович | Сільський голова, 1959 року народження, освіта, член Партії регіонів                                  | 20.06.2010   | 31.10.2010      |
| Біюн Володимир Володимирович | Сільський голова, 1959 року народження, освіта середня спеціальна, член Партії регіонів               | 31.10.2010   |                 |

Примітка: таблиця складена за даними джерела

## Населення
Згідно з переписом УРСР 1989 року чисельність наявного населення сільської ради становила 1402 особи, з яких 605 чоловіків та 797 жінок.
За переписом населення України 2001 року в сільській раді мешкало 1148 осіб.

### Мова
Розподіл населення за рідною мовою за даними перепису 2001 року:
| Мова       | Відсоток |
| ---------- | -------- |
| українська | 91,25 %  |
| російська  | 8,75 %   |